# TMX Select
Die TMX Select war ein alternatives Handelssystem der TMX Group in Kanada.
Es wurde 2011 gegründet und im Jahr 2015 wieder eingestellt. Teile der Technologie und Plattform wurden in die TMX Quantum eingebracht.